# Jövő (folyóirat, 1935)
Jövő című folyóirat Kolozsvárt jelent meg 1935 áprilisában, mindössze egyetlen számot ért meg.

## Célja, szerkesztői, munkatársai
Alcíme: irodalmi, kritikai és társadalmi szemle. Felelős szerkesztője Resch Viktor (írói néven Brassai Viktor). Egyetlen, a cenzúra fehér foltjaitól tarkított számának tanúsága szerint mint a Kommunisták Romániai Pártja (KRP) legális kiadványa "az őszinte szembenézés s a kimondott szó bátorságával" szándékozott közeledni olvasóihoz. A technikailag is igényesen szerkesztett folyóirat munkatársai – Bányai László, Csehi Gyula, Korvin Sándor, Vida Ferenc – elvszerű kérdésfelvetéseikkel arra törekedtek, hogy a romániai magyar kisebbségi élet minél szélesebb pászmájáról bontakozzék ki termékeny vita.
Irodalomtörténetileg Csehi Gyulának az írók mondanivalóját meghamisító fordítókról szóló cikke (Áruló fordítók), valamint Bányai Lászlónak Tamási Áronnal vitázó Korunk-értékelése (A tízéves Korunk) a legszámottevőbb. A szépirodalmat Méliusz József és Salamon Ernő egy-egy verse s Szenczei László regényrészlete képviseli. Az egyetlen illusztráció Leon Alex Céltalanul 1935-ben c. linómetszete.